# Krizán Sándor
Krizán Sándor (1967. március 27. –) magyar labdarúgó.

## Pályafutása
A Nyíregyháza játékosaként tagja volt az 1984-ben ifjúsági Európa-bajnokságon győztes magyar válogatottnak. A tornán nem jutott játéklehetőséghez. Az NB I-ben a Bp. Honvéd és a Szombathelyi Haladás játékosaként szerepelt, összesen két szezonban. Később a Diósgyőr játékosa volt. Játékosi pályafutása után Nyíregyházán utánpótlás játékosokat nevelt.